# NuScale

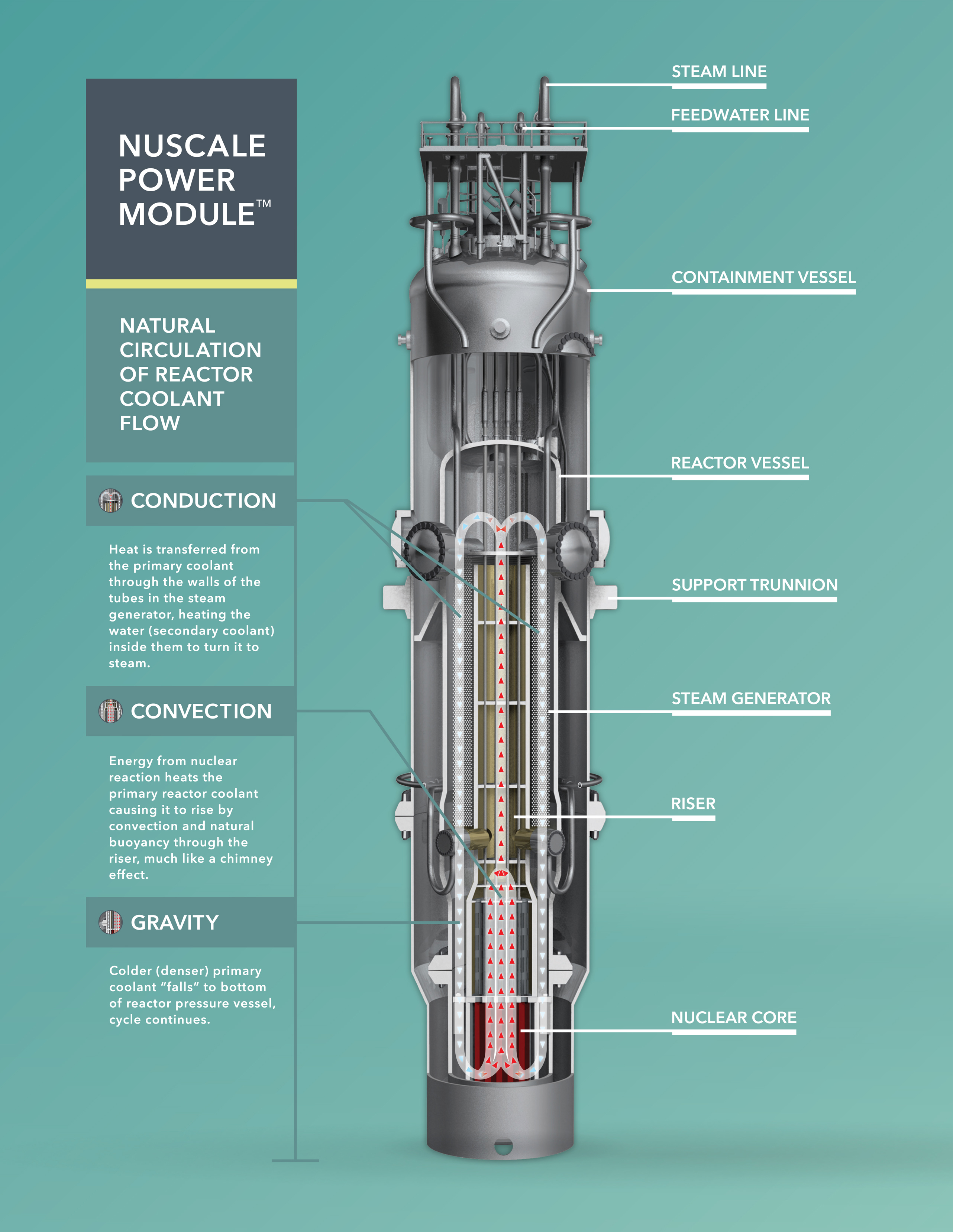
Diagramme du réacteur de la société NuScale.

NuScale est une entreprise américaine basée à Portland (Oregon), qui développe un projet de petits réacteurs modulaires (SMR en anglais). Ce projet est le plus avancé parmi les nombreux projets en développement aux États-Unis.
Le projet de NuScale a obtenu le 2 août 2020 l'approbation finale de son design par la Nuclear Regulatory Commission. Une première centrale, composée de 6 modules (462 MW), devait devenir fonctionnelle en 2030, sur le site de l’Idaho National Laboratory. Le Department of Energy lui avait accordé une subvention pluriannuelle qui aurait pu apporter jusqu'à 1,4 milliard $ à l'entité qui devait construire cette centrale, un regroupement de régies municipales de l'Utah. Mais ce projet est abandonné en novembre 2023 à cause de la forte augmentation de ses coûts.

## Histoire
NuScale a déposé en janvier 2017 son dossier auprès de la Nuclear Regulatory Commission pour faire approuver le design de son projet de SMR de 50 MW ; NuScale a conclu un partenariat avec un consortium de fournisseurs d'électricité de l'Utah pour construire une centrale de 12 modules sur un terrain situé dans l'Idaho appartenant au Department of Energy (DoE), qui est aussi partenaire du projet NuScale.
Nuscale a obtenu le 2 août 2020 l'approbation finale de son design par la NRC. NuScale vise le démarrage d’un premier module de 60 MW en 2029. Une première centrale, composée de 12 modules (720 MW), pourrait ainsi devenir fonctionnelle en 2030, sur le site de l’Idaho National Laboratory. Son coût de construction est évalué à 3 milliards $ (2,5 milliards €).
Le 16 octobre 2020, le DoE approuve une subvention pluriannuelle qui pourrait apporter jusqu'à 1,4 milliard $ à l'entité qui va construire cette centrale, un regroupement de régies municipales de l'Utah, pour aider au développement de ce projet et réduire son risque de prototype ; la construction débutera en décembre 2025.
NuScale est détenue en 2021 par Fluor, un grand groupe de BTP et d'ingénierie, qui prévoit de l'introduire en Bourse en 2022. Le gouvernement a déjà apporté 400 millions $ pour développer son module de 77 MW, qui pourrait par exemple, en combinant 4 à 8 unités, remplacer des centrales de 300 ou 600 MW. Le marché est vaste : 150 000 MW de centrales au charbon vont s'arrêter dans les vingt ans. NuScale prévoit un coût de production à 58 $/MWh pour son premier projet américain, une centrale de 6 modules prévue à l'horizon 2029 pour un consortium de municipalités dans l'Idaho sur un site fédéral ; ce coût relativement réduit serait permis par un assemblage en grande partie en usine.
En septembre 2021, Nuscale signe un mémorandum d'accord avec le géant du cuivre polonais KGHM pour le développement et la construction, d'ici à 2030, d'au moins quatre petits réacteurs nucléaires SMR. Le 14 février 2022, Nuscale et KGHM signent un accord de collaboration en vue de la mise en service de la première centrale VOYGR composée de SMR de NuScale en Pologne dès 2029.
En novembre 2021, Nuscale et l'opérateur des centrales nucléaires roumaines Nuclearelectrica annoncent leur projet de construire une centrale de six réacteurs SMR Nuscale. Le 24 mai 2022 est signé le mémorandum d'entente entre Nuscale, Nuclearelectrica et E-INFRA, le propriétaire du site choisi : Doicești, où la centrale à charbon sera remplacée par les SMR. L'accord couvre les études d’ingénierie, les analyses techniques et les formalités administratives.
En mai 2023, Nuscale annonce le début de la fabrication des premières pièces forgées.
Le 8 novembre 2023, Nuscale annonce l'abandon de son premier projet de construction d'une centrale de 6 SMR (462 MW), lancé avec un collectif de municipalités de l'Idaho. L'inflation des coûts a amené certaines des municipalités parties prenantes au projet à décider d'arrêter les frais. Le prix attendu de l'électricité produite par la centrale avait bondi de plus de 50 % en deux ans, à 89 $/MWh.